# Lotto Soudal Ladies/2021
Deze pagina geeft een overzicht van de vrouwenwielerploeg Lotto Soudal Ladies in 2021.

## Algemeen

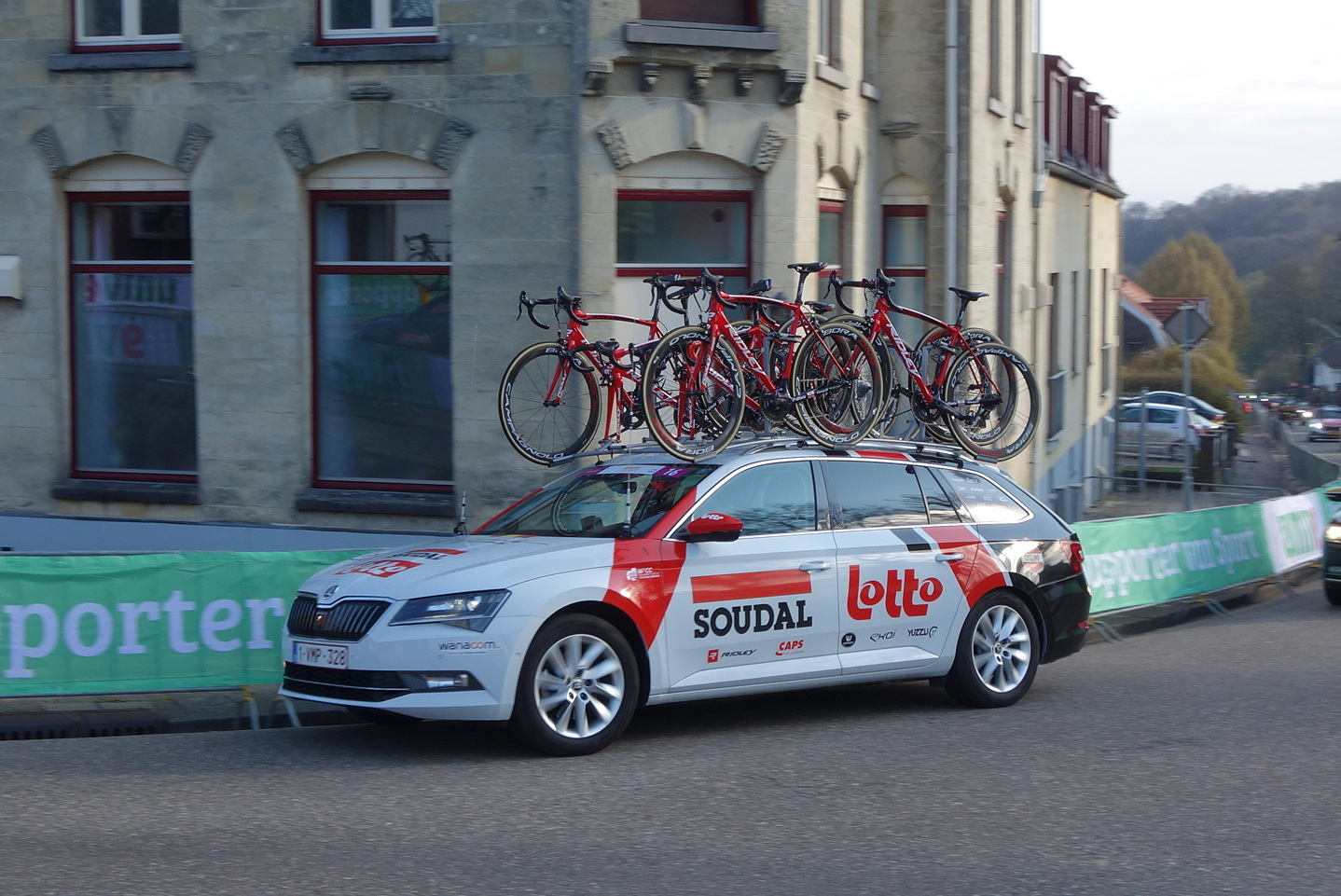
Ploegauto in de Amstel Gold Race 2021.

Algemeen manager: Danny Schoonbaert
Ploegleiders: Liesbet De Vocht, Annelies Dom
Fietsmerk: Ridley

## Renners

### Transfers
| Inkomend           | Team 2020            | Uitgaand              | Team 2021                       |
| ------------------ | -------------------- | --------------------- | ------------------------------- |
| Hanna Nilsson      | Parkhotel Valkenburg | Teuntje Beekhuis      | Jumbo-Visma                     |
| Anna Plichta       | Trek-Segafredo       | Dani Christmas        | Drops Cycling Team              |
| Silke Smulders     | Neoprof              | Annelies Dom          | einde carrière (nu ploegleider) |
| Elise Vander Sande | Neoprof              | Arianna Fidanza       | Team BikeExchange               |
|                    |                      | Lotte Kopecky         | Liv Racing                      |
|                    |                      | Thi That Nguyen       | ?                               |
|                    |                      | Cameron Vandenbroucke | ?                               |
|                    |                      | Julie Van de Velde    | Jumbo-Visma                     |

### Ploeg 2021

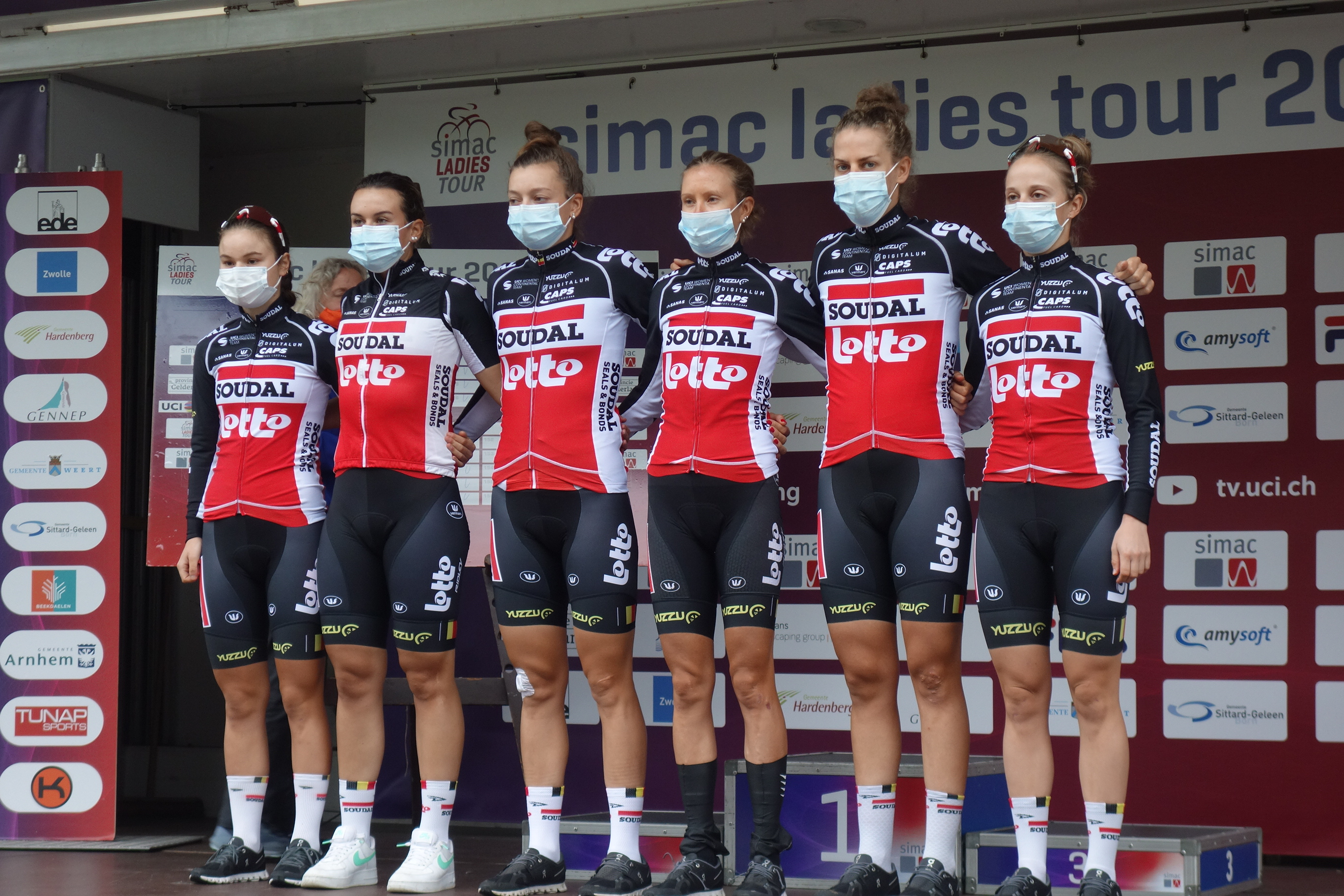
De ploeg in de Simac Ladies Tour 2021.

| Naam               | Geboortedatum | Nationaliteit       | Ploeg 2020           |
| ------------------ | ------------- | ------------------- | -------------------- |
| Danique Braam      | 05-09-1995    | Nederland           |                      |
| Alana Castrique    | 08-05-1999    | België              |                      |
| Lone Meertens      | 16-04-1998    | België              |                      |
| Hanna Nilsson      | 16-02-1992    | Zweden              | Parkhotel Valkenburg |
| Abby-Mae Parkinson | 30-07-1997    | Verenigd Koninkrijk |                      |
| Anna Plichta       | 10-02-1992    | Polen               | Trek-Segafredo       |
| Christina Siggaard | 24-03-1994    | Denemarken          |                      |
| Silke Smulders     | 01-04-2001    | Nederland           | Neoprof              |
| Jesse Vandenbulcke | 17-01-1996    | België              |                      |
| Elise Vander Sande | 01-12-1997    | België              | Neoprof              |

2006 · 2007 · 2008 · 2009 · 2010 · 2011 · 2012 · 2013 · 2014 · 2015 · 2016 · 2017 · 2018 · 2019 · 2020 · 2021 · 2022 · 2023 · 2024